# Cimetière militaire allemand de Saint-Quentin
Pour un article plus général, voir Sites funéraires et mémoriels de la Première Guerre mondiale (Front Ouest).
Le cimetière militaire allemand de Saint-Quentin (en allemand Deutsche Soldatenfriedhof Saint-Quentin) est un cimetière militaire de la Première Guerre mondiale, situé à Saint-Quentin, dans l'Aisne (02100), en France.

## Localisation
Le cimetière est situé deux kilomètres à l'ouest de la commune de Saint-Quentin, rue de la Chaussée Romaine, sur la RN 29.

## Historique
À la suite des combats d'août 1914, Saint-Quentin, où l'état-major Allemand avait établi un hôpital militaire, est devenu un des lieux où les corps des soldats décédés étaient ramenés. À l'automne 1914, à l'emplacement de l'actuel cimetière, le haut-commandement Allemand décide de créer un cimetière provisoire.
Le cimetière rassemble alors des soldats aussi bien allemands que français ou britanniques. Lors des violents combats de la fin 1914, les morts de la garde prussienne, la garde personnelle de l'Empereur Guillaume II, sont inhumés dans ce cimetière. L'empereur décide d'y faire construire un monument aux morts qui est inauguré en sa présence, ainsi que celle des représentants de la ville, le 18 octobre 1915. À cette occasion, l'empereur rend hommage aux morts des trois nations, en déposant une gerbe sur une tombe allemande, une tombe française et une tombe anglaise.
La présence de l'empereur et la proximité de la ligne de front font que le cimetière est rapidement la cible des tirs alliés, endommageant le monument.

Lors de l'offensive allemande de mars 1918, les pertes humaines sont énormes. La majorité des tombes du cimetière date de ce moment.

Après la fin de la Première Guerre mondiale, l'état-major Français fait rassembler dans ce cimetière les corps des soldats allemands de 98 cimetières avoisinant ; simultanément, il fait ré-inhumer les soldats français et britanniques respectivement dans une nécropole nationale française et un cimetière militaire anglais, situés à une centaine de mètres.

Pendant l'entre-deux-guerres, des travaux de réparations et d'embellissement sont menés - plantation d'arbre, aménagement des allées, réparation du monument. Cependant, faute d'argent et à la suite du déclenchement de la Seconde Guerre mondiale, les croix en bois ne sont pas remplacées par des stèles en pierre.

Après la Seconde Guerre mondiale, il faut attendre l'accord franco-allemand de 1966 sur l'entretien des tombes de guerre pour que de nouveaux travaux soient menés. Finalement, en 1971, des croix en bronze, marquées du nom des soldats, sont installées sur les tombes.

## Description
Le cimetière comporte 6 294 tombes individuelles, dont 6 ne comportent pas de nom (soldats inconnus) ; 22 tombes sont marquées d'une stèle et non d'une croix, les soldats qui y sont enterrés étant de confession juive. Sur les 1 935 soldats enterrés dans la fosse commune, 434 sont connus.
Le monument aux morts du cimetière est inscrit au titre des monuments historiques en 2000.
La nécropole est entretenue par les services de la Volksbund Deutsche Kriegsgräberfürsorge.
Depuis septembre 2023, le Cimetière militaire allemand de Saint-Quentin est classé au patrimoine mondial de l'UNESCO.

## Galerie

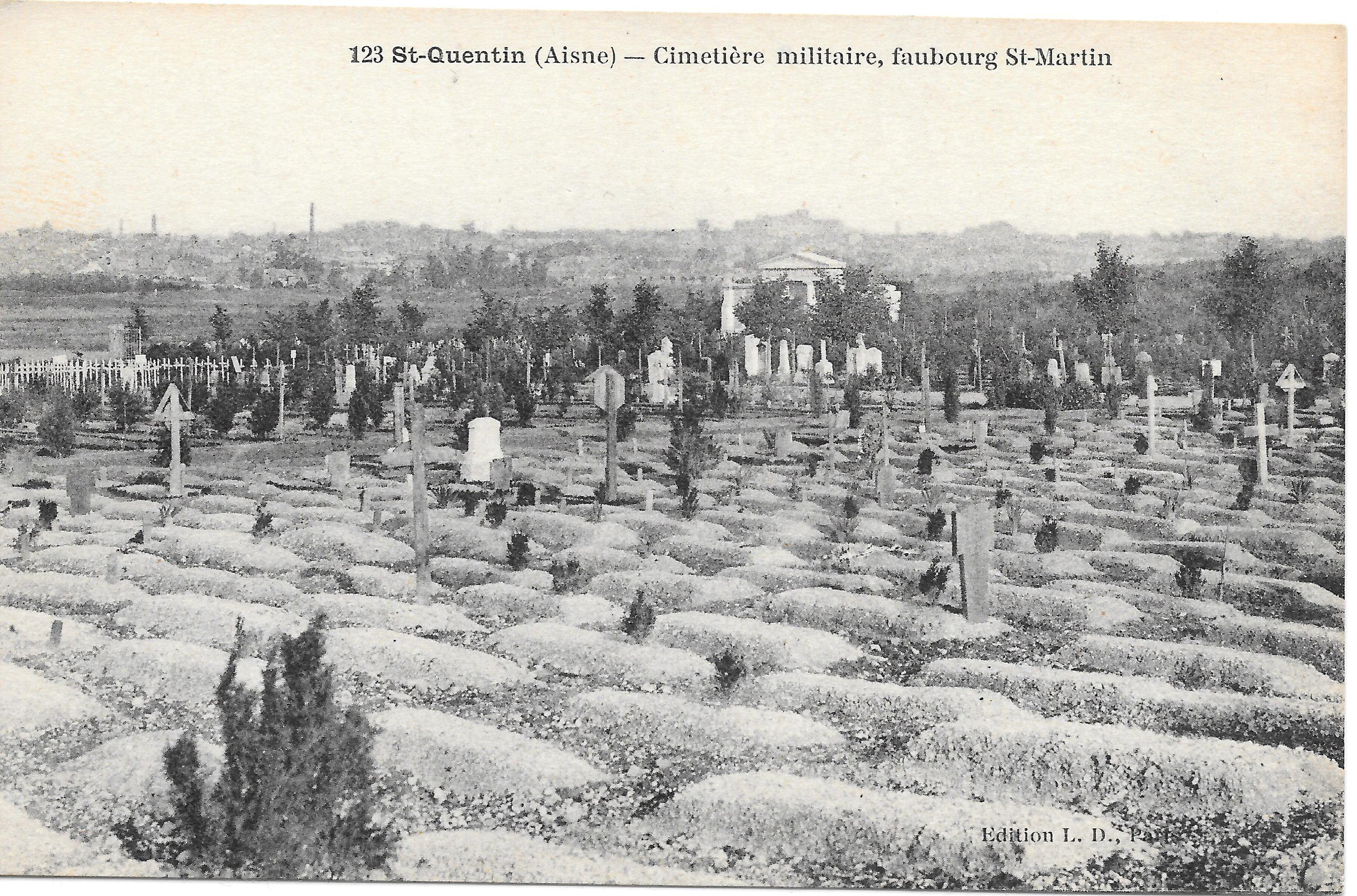
Vue du cimetière militaire allemand vers 1919.
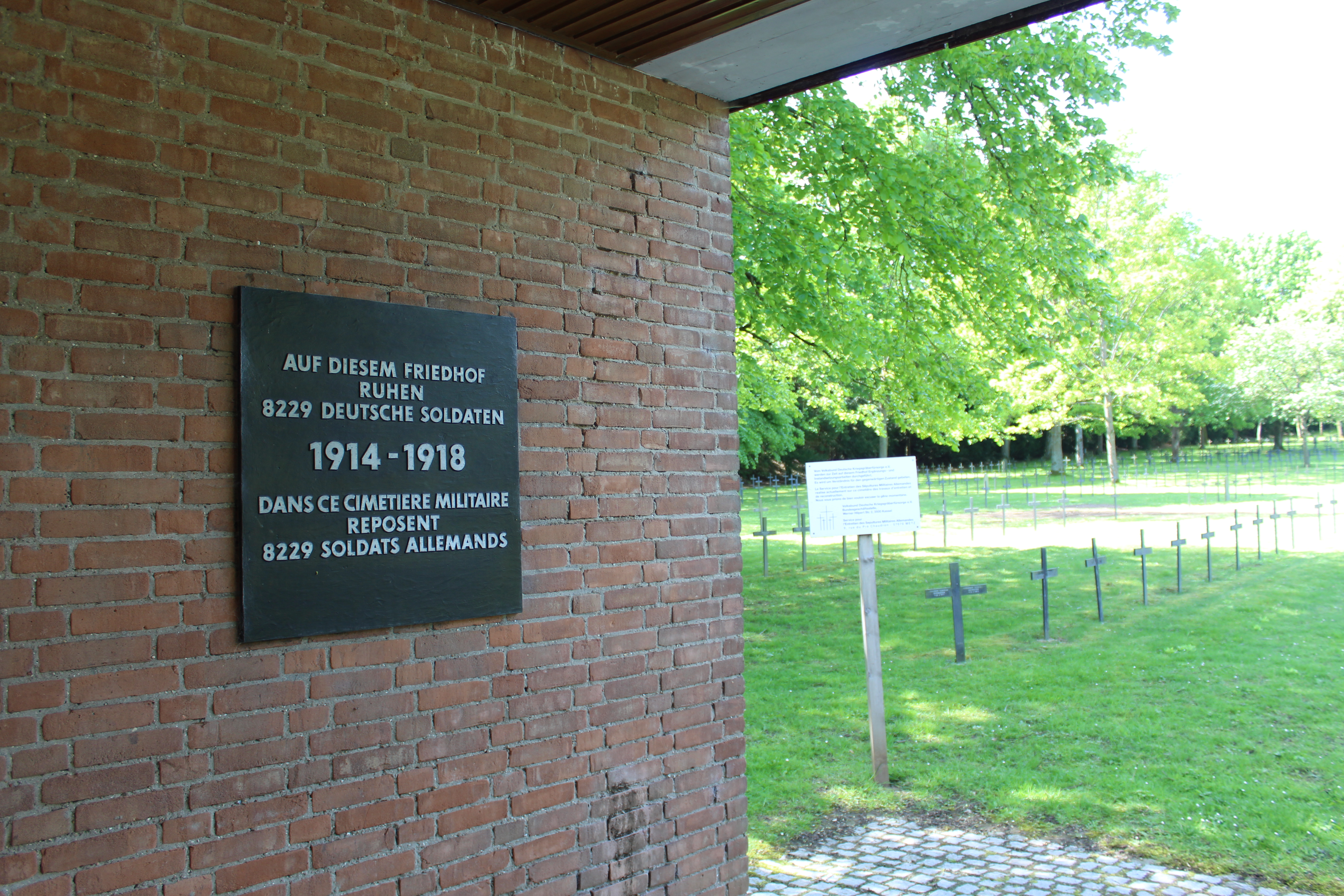
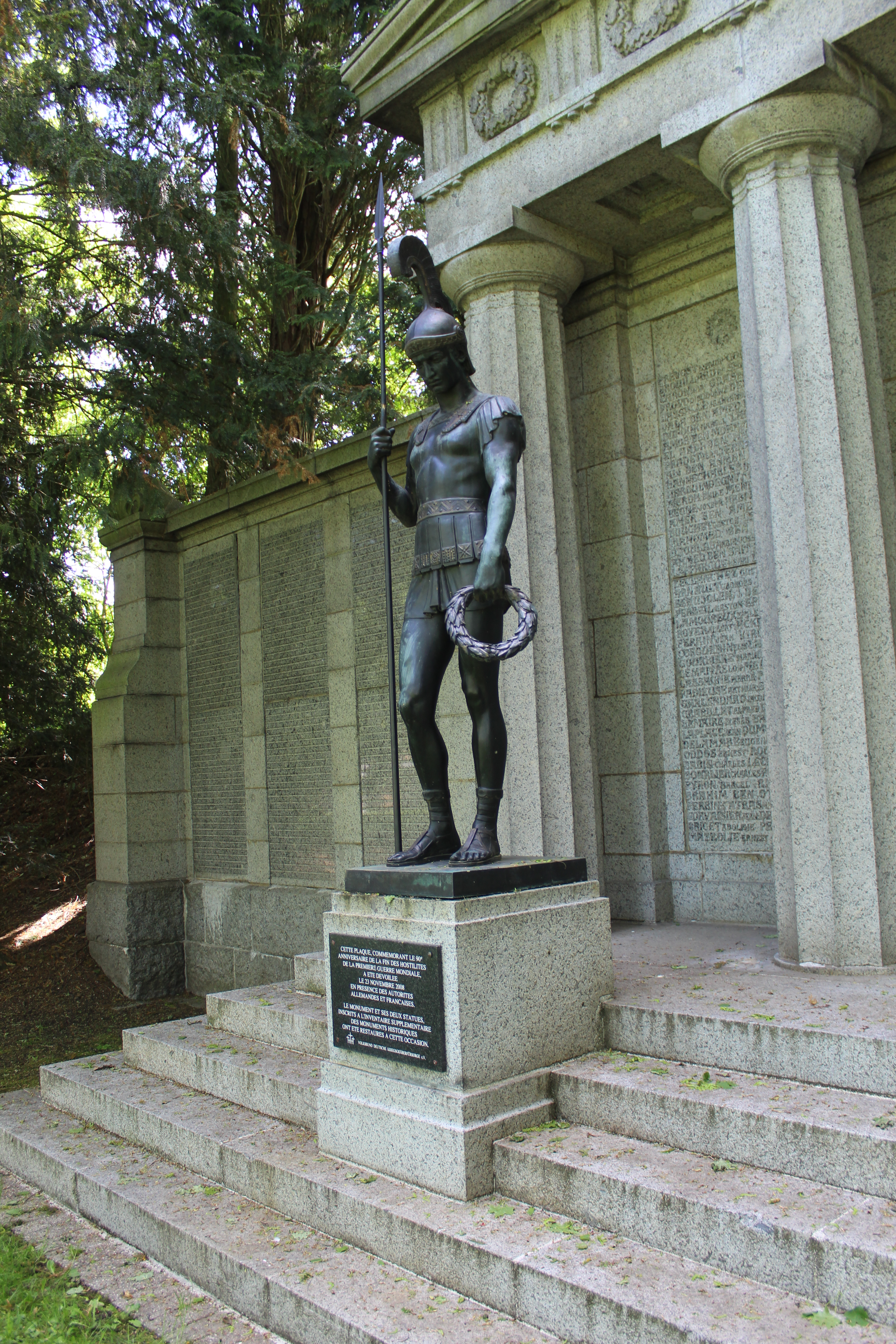
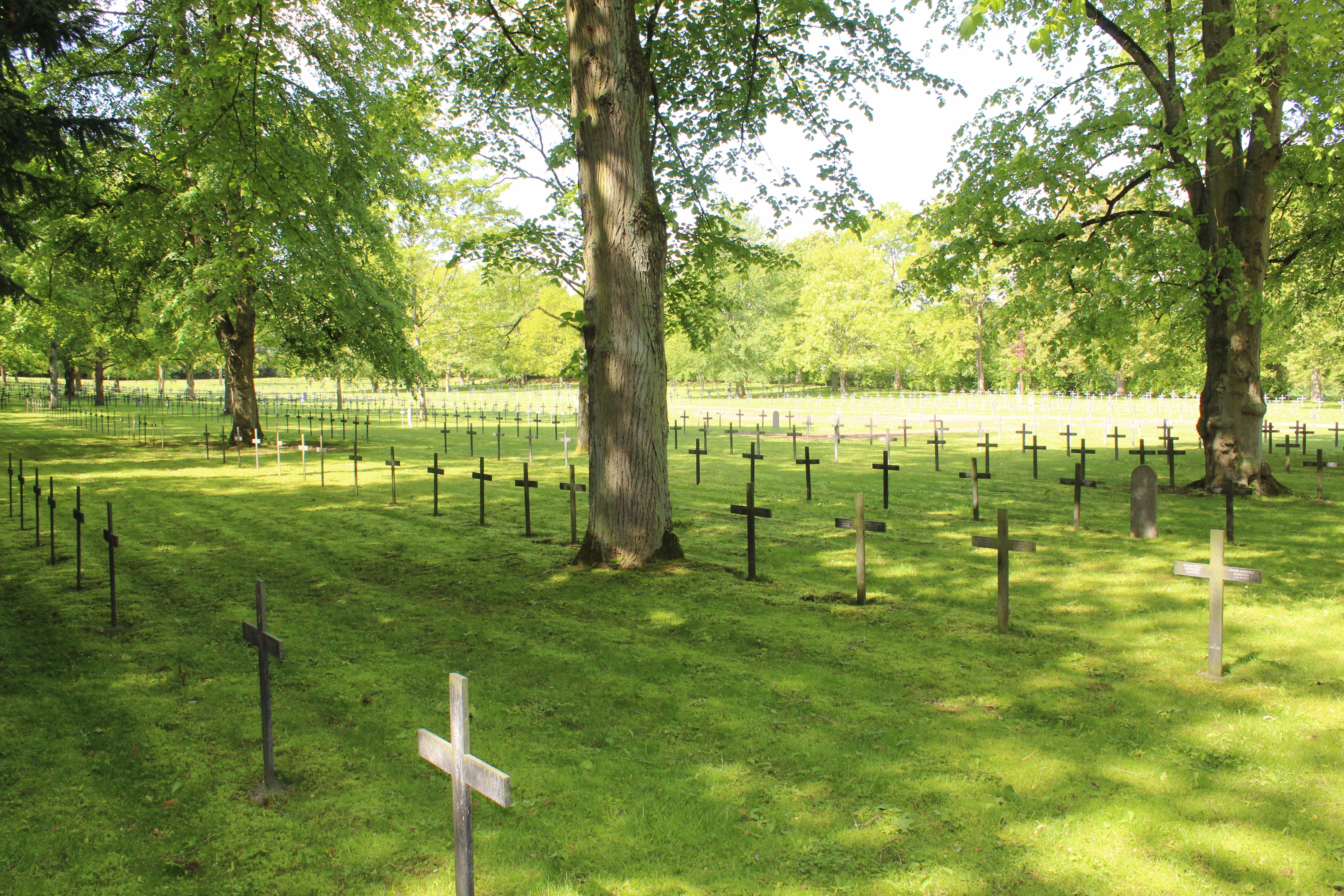